# Elektrárna Rutenberg
Elektrárna Rutenberg (hebrejsky תחנת הכוח רוטנברג‎) je tepelná elektrárna, provozovaná společností Israel Electric Corporation (IEC), nacházející se na středomořském pobřeží u města Aškelon v Izraeli. Je pojmenovaná po Pinchasi Rutenbergovi, který založil společnost IEC.
K roku 2011 se jedná o nejnovější izraelskou tepelnou elektrárnu a druhou největší z hlediska výkonu. Její výstavba byla zahájena v 80. letech po dokončení elektrárny Orot Rabin. Fáze A elektrárny byla spuštěna v roce 1990 a fáze B byla dokončena v roce 2000. Do vybudování speciálního zásobovacího mola bylo uhlí do elektrárny dováženo z ašdodského přístavu. V roce 2008 došlo ke schválení fáze D, avšak k roku 2011 nebyla stavba v důsledku řady námitek zahájena. Instalovaný výkon elektrárny je 2250 MW a po dokončení fáze D bude rozšířen o dalších 1250 MW a stane se největší tepelnou elektrárnou v Izraeli.
Elektrárna je chlazena mořskou vodou, které spotřebuje 330 tun za hodinu. Denně spotřebuje 18 240 tun uhlí.